# Karl Rappan
Karl Rappan (Bécs, 1905. szeptember 26. – Bern, Svájc, 1996. január 2.) osztrák labdarúgó-fedezet, edző.